# R136c
R136c — звезда Вольфа — Райе в скоплении R136, массивном звёздном скоплении, имеющем массу около 450 000 M☉ и содержащем около 10 тыс. звёзд. Впервые R136c была зарегистрирована как отдельный объект в 1980 году.

## Описание
R136c является звездой Вольфа-Райе спектрального класса WN5h, температура достигает 51 000 K. Масса звезды оценивается в 230M☉, светимость превышает солнечную в 5 млн раз. Высокая светимость создаётся в ходе термоядерных реакций CNO-цикла в горячем ядре звезды. Как и другие звёзды Вольфа-Райе, R136c испытывает потерю массы в процессе звёздного ветра, достигающего скорости более 2000 км/с; темп потери массы достигает 10−5M☉
в год. Существуют свидетельства в пользу того, что данная звезда является двойной: например, наличие сильного рентгеновского излучения типично для двойных систем, звёздный ветер компонентов которой сталкивается, но второй компонент, вероятно, вносит малый вклад в общую светимость.

## Дальнейшая эволюция
R136c создает настолько большое количество энергии, что должна была утратить значительную долю начальной массы, несмотря на малый возраст в несколько миллионов лет. Звезда сейчас находится на главной последовательности, в ядре происходит горение водорода, но в результате конвекции продукты термоядерных реакций выносятся на поверхность, в процессе звёздного ветра наблюдается эмиссионный спектр, характерный для звёзд на поздних стадиях эволюции.
Дальнейшая судьба звезды зависит от количества массы, которую звезда утратит до коллапса ядра, но, вероятно, произойдёт вспышка сверхновой. Современные модели эволюции одиночных звезд с металличностью, близкой к солнечной, предсказывают взрыв наиболее массивных звёзд как сверхновых типа Ic, но для двойных звёзд возможны различные сценарии завершения эволюции. Некоторые сверхновые могут создать гамма-всплеск, результатом эволюции останется чёрная дыра.